# Adolfo León Gómez
Adolfo León Gómez (Pasca, 19 de septiembre de 1857-Agua de Dios, 9 de junio de 1927) fue un jurista, periodista, poeta, dramaturgo, político e historiador colombiano del siglo XIX.

## Biografía
Biznieto del héroe neogranadino José Acevedo y Gómez y nieto de la primera escritora colombiana Josefa Acevedo de Gómez(1803-1861), nació en la población de cundinamarquesa de Pasca el 19 de septiembre de 1857. 
Fue un poeta “tierno, melancólico y sentimental; cantor del dolor y de la tristeza en forma clara y sencilla; poeta popular”.
Su "diálogo entre un viajero y el Doctor Adolfo León Gómez en la ciudad del dolor", aparecido en el diario El Tiempo, de Bogotá, es una dura crítica a la sociedad hipócrita ante los enfermos de lepra, a la distorsionada política sanitaria del gobierno colombiano de entonces con relación al tratamiento y la especulación de médicos charlatanes y negociantes del dolor ajeno.

## Vida política
La actividad académica y política que mantuvo durante las últimas décadas del siglo XIX, lo hizo distinguirse en el Partido Liberal, al cual acompañó en muchas ocasiones, incluso en las guerras civiles que tuvo que afrontar el Partido para exigir las mínimas garantías democráticas a quienes ejercían la oposición. Fue un reconocido jurista y fogoso parlamentario que supo utilizar la tribuna de los periódicos y las revistas para hacer sus propuestas frente a los más importantes temas de la vida pública colombiana. Las academias fueron, por lo tanto, los centros fundamentales de su quehacer intelectual. Fue magistrado de la Corte Suprema , senador, presidente de la Academia Colombiana de Historia y de la Academia Colombiana de Jurisprudencia, regaló al Museo Nacional, el 6 de abril de 1911, la casaca del Tribuno del Pueblo, don José Acevedo y Gómez"

## El literato
Una muestra de su espíritu poético, marcado por el dolor y el sufrimiento a que fue sometido, y que refleja a miles de hombres sumergidos en las luchas políticas o el desprecio de su época se encuentra en “Enterrados vivos”, párrafos indelebles de su libro La ciudad del dolor: ecos del presidio de inocentes:
"Con el pavor con que se oprime el alma sólo al pensar en enterrados vivos cuando de noche, junto al camposanto se escucha algún gemido, debes temblar al escuchar el nombre de la prisión perpetua en donde gimo y orar por mí diciendo: ¡Desgraciado, si lo enterraron vivo!
De su obra dice el escritor García Núñez:
"La obra de este fecundo escritor colombiano abarca todos los géneros de la literatura: poesía, fábula, teatro, cuento, ensayo, incluso se sabe que es autor de la zarzuela Nobleza obliga (4). También tradujo acertadamente El canto del gallo de Edmond Haraucourt. La actividad académica y política que mantuvo durante las últimas décadas del siglo XIX, lo hizo distinguirse en el Partido Liberal, al cual acompañó en muchas ocasiones, incluso en las guerras civiles que tuvo que afrontar el Partido para exigir las mínimas garantías democráticas a quienes ejercían la oposición. Fue un reconocido jurista y fogoso parlamentario que supo utilizar la tribuna de los periódicos y las revistas para hacer sus propuestas frente a los más importantes temas de la vida pública colombiana. Las academias fueron, por lo tanto, los centros fundamentales de su quehacer intelectual. Fue magistrado de la Corte Suprema , senador, presidente de la Academia Colombiana de Historia y de la Academia Colombiana de Jurisprudencia, regaló al Museo Nacional, el 6 de abril de 1911, la casaca del Tribuno del Pueblo, don José Acevedo y Gómez"

## Obras
| Título                                                       |  | Año  | Imprenta                                                  | Páginas | Género               | Copia                                                      | Comentarios                         |
| ------------------------------------------------------------ |  | ---- | --------------------------------------------------------- | ------- | -------------------- | ---------------------------------------------------------- | ----------------------------------- |
| El soldado                                                   |  | 1892 | Torres Amaya                                              | 90      | Drama                | Internet Archive                                           | Otras ediciones en 1892 y 1903      |
| Secretos del Panóptico                                       |  | 1905 | Imprenta de M. Rivas & Cia. (Folletines de “Sur América”) |         | Novela               |                                                            |                                     |
| La ciudad del dolor: ecos del presidio de inocentes          |  | 1923 | Imprenta de "Sur América"                                 |         |                      |                                                            | Otras dos ediciones de 1924 y 1927  |
| Anales de Jurisprudencia V.1                                 |  | 2010 | Kessinger Publishing                                      | 386     |                      |                                                            |                                     |
| ''La política exaltada''                                     |  |      |                                                           |         | Juguete cómico       |                                                            |                                     |
| ''Globos ilustrados''                                        |  |      |                                                           |         | Juguete cómico       |                                                            |                                     |
| ''La comedia política''                                      |  |      |                                                           |         | Juguete cómico       |                                                            |                                     |
| ''El título de doctor''                                      |  |      |                                                           |         | Juguete cómico       |                                                            |                                     |
| ''Un celoso y un miedoso''                                   |  |      |                                                           |         | Juguete cómico       |                                                            |                                     |
| ''El soldado                                                 |  | 1892 |                                                           |         | Drama                |                                                            |                                     |
| ''Luz y sombra''                                             |  |      |                                                           |         | Drama                |                                                            |                                     |
| ''Sin nombre''                                               |  |      |                                                           |         | Drama                |                                                            |                                     |
| ''Poesías''                                                  |  | 1890 | Casa editorial de M. Rivas & Ca.                          | 264     | Poesía               |                                                            | En coautoría con Ernesto León Gómez |
| ''Nuevas poesías''                                           |  |      |                                                           |         | Poesía               |                                                            |                                     |
| ''Intimidades''                                              |  |      |                                                           |         | Ensayo               |                                                            |                                     |
| ''La caridad de la lengua''                                  |  |      |                                                           |         | Ensayo               |                                                            |                                     |
| ''Crónicas''                                                 |  |      |                                                           |         | Crónica              |                                                            |                                     |
| ''Pruebas judiciales''                                       |  |      |                                                           |         | Escrito judicial     |                                                            |                                     |
| ''Diccionario de legislación y jurisprudencia de Colombia''. |  |      |                                                           |         | Diccionario jurídico |                                                            |                                     |
| "A la memoria de Ernesto León Gómez"                         |  | 1892 | Impr. de Torres Amaya,                                    |         |                      | https://iiif.lib.harvard.edu/manifests/view/drs:6334502$1i |                                     |
| "Hojas dispersas"                                            |  | 1913 | Imprenta de "Sur América"                                 | 277     | Miscelánea           |                                                            |                                     |

Otras obras
Fundador del periódico Sur América.
Colaborador asiduo de varios periódicos y revistas El Bogotano, El Pabellón Americano, Anales de Jurisprudencia y del Boletín de Historia y Antigüedades.